# Brotheas mingueti
Espèce
Brotheas wilmeri est une espèce de scorpions de la famille des Chactidae.

## Distribution
Cette espèce est endémique d'Amazonas au Venezuela. Elle se rencontre vers Río Negro.

## Étymologie
Cette espèce est nommée en l'honneur de Luis Minguet.

## Publication originale
- González-Sponga, 1973 : Broteas mingueti (Scorpionida: Chactidae). Nueva especie en el Territorio fédéral Amazonas. Vénézuéla. Monografías científicas Augusto Pi Suñer, Instituto Universitario Pedagógico, vol. 6, p. 1-19.